# Goud - 25 jaar Gerard Joling
Goud - 25 jaar Gerard Joling is een verzamelalbum van de Nederlandse zanger Gerard Joling. De compilatie bestaat uit drie cd's en geeft een overzicht van zijn muzikale carrière van 1985 tot 2010. Op de eerste twee cd's staan de hits van Joling, en op de derde staat een twintigtal duetten en andere samenwerkingen. De verzameling werd op 7 mei 2010 uitgegeven door NRGY Music. Na The best of Gerard Joling (1988), The Very Best of Gerard Joling (1991) en The Collection 1985-1995 (1995) is Goud de vierde compilatie van Joling. Op 8 juni 2010 ontving hij een gouden plaat, nadat van de box meer dan vijfentwintigduizend exemplaren verkocht waren.

## Nummers
| 1.                 | Ik Leef Mijn Droom           | Tjeerd Oosterhuis, Allan Eshuijs                          | 19 maart 2010   | 4:03 |
| 2.                 | 24 Uur Verliefd              | Tom Peters, Hans Aalbers                                  | 16 april 2008   | 3:52 |
| 3.                 | Liefde Op Het Eerste Gezicht |                                                           | maart 1995      | 3:36 |
| 4.                 | Wat Ging Er Mis Tussen Ons   | Diane Warren, Desmond Child, P. Sargentini, Gerard Joling | 1996            | 4:29 |
| 5.                 | Maak Me Gek                  | Kees Tel, Jos Cové                                        | 19 januari 2007 | 3:01 |
| 6.                 | Terug Naar De Kust           |                                                           | 1995            | 4:06 |
| 7.                 | Maar Vanavond                | Lenny Kuhr, Herman Pieter de Boer                         |                 | 3:40 |
| 8.                 | Alsof Je Bij Me Bent         | John Ewbank                                               | 2007            | 3:01 |
| 9.                 | Op Zoek Naar De Waarheid     |                                                           | 2002            | 2:37 |
| 10.                | Love Is In Your Eyes         | Peter de Wijn                                             | 1985            | 2:57 |
| 11.                | Reach                        | Peter de Wijn                                             | 1986            | 3:30 |
| 12.                | Numero Uno                   |                                                           | 2000            | 2:57 |
| 13.                | Never Gonna Be the Same      |                                                           |                 | 3:54 |
| 14.                | Cry Baby                     | Bolland & Bolland                                         | 1997            | 4:12 |
| 15.                | Shangri-La                   | Peter de Wijn                                             | 1988            | 3:07 |
| 16.                | Crying                       | Roy Orbison                                               | 1985            | 3:16 |
| 17.                | Tu Solo Tu                   |                                                           | 1991            | 3:22 |
| 18.                | Read My Lips                 |                                                           | 1988            | 3:20 |
| 19.                | Corazon                      |                                                           | 1990            | 4:02 |
| 20.                | Somewhere Over the Rainbow   |                                                           | 2005            | 2:50 |
| Totale duur: 69:52 |                              |                                                           |                 |      |

| 1.                 | Zing Met Me Mee                   | Rainer Pietsch, Gerard Joling                                   | 1995             | 3:32 |
| 2.                 | Ik Hou d'r Zo Van                 | Tom Peters, Gerard Joling, J. Snowman                           | 3 september 2008 | 3:57 |
| 3.                 | Het Is Nog Niet Voorbij           | Peter Reber, Nella Martinetti, Peter van Asten, Richard de Bois | 2 juli 2008      | 3:36 |
| 4.                 | Vanavond Gaat Het Gebeuren        | Tom Peters, Hans Aalbers                                        | 2008             | 3:20 |
| 5.                 | Als Ik Met Je Vrij (La Di Da)     |                                                                 | 1999             | 2:52 |
| 6.                 | Doe Het Licht Uit                 |                                                                 | 1995             | 3:49 |
| 7.                 | Engel Van Mijn Hart (maxi-versie) |                                                                 | 2009             | 3:31 |
| 8.                 | Love Story                        |                                                                 | 2004             | 3:45 |
| 9.                 | Doo Wop Days (medley)             |                                                                 | 1991             | 4:12 |
| 10.                | Midnight to Midnight              | Peter de Wijn                                                   | 1987             | 4:10 |
| 11.                | No more bolero's                  | Maurice Ravel, Peter de Wijn                                    | 1989             | 4:10 |
| 12.                | Spanish Heart                     | Peter de Wijn                                                   | 1986             | 6:41 |
| 13.                | Everlasting Love                  |                                                                 | 1994             | 3:39 |
| 14.                | Ticket to the Tropics             | Peter de Wijn                                                   | 1985             | 5:46 |
| 15.                | Together Again                    |                                                                 | 1994             | 3:39 |
| 16.                | Don't leave me this way           |                                                                 | 2004             | 5:45 |
| 17.                | The Last Goodbye                  |                                                                 | 1995             | 6:01 |
| 18.                | The Impossible Dream              |                                                                 |                  | 5:04 |
| 19.                | I'll Write a Song for You         |                                                                 |                  | 5:16 |
| 20.                | Where the Boys Are                |                                                                 |                  | 3:11 |
| Totale duur: 85:56 |                                   |                                                                 |                  |      |

| 1.                 | Blijf Bij Mij (met André Hazes)                                     | Enzo Ghinazzi, Danielle Pace, Paolo Barabani, André Hazes                     | 4 mei 2007       | 4:02 |
| 2.                 | Morgen Wordt Alles Anders (met Bonnie St. Claire)                   | Tom Peters, M. Munro                                                          | 23 juli 2010     | 3:50 |
| 3.                 | Heel Even (met Shirley Zwerus)                                      | Franco Migliacci, Claudio Mattone, Tineke Beishuizen                          | 1996             | 3:47 |
| 4.                 | Pluk De Dag (met Ruth Jacott)                                       |                                                                               | 1995             | 4:51 |
| 5.                 | Als Je Alles Hebt Gehad (When the Rain Begins to Fall) (met Gordon) |                                                                               | 2005             | 3:29 |
| 6.                 | Bloedheet (met Patricia Paay)                                       | Holland-Dozier-Holland, Patricia Paay                                         | 2008             | 3:52 |
| 7.                 | Laat Me Alleen (met Rita Hovink)                                    | Gerrit den Braber, Paolo Dossena, Cesare Gigli, Maurizio Monti, Giovanni Ullu | 20 november 2008 | 4:43 |
| 8.                 | Liefde (met Ellemieke Vermolen)                                     |                                                                               | 2007             | 4:12 |
| 9.                 | Forever (met Herman Brood)                                          |                                                                               |                  | 2:33 |
| 10.                | Love Can Change Your Life (met Karin Bloemen)                       |                                                                               |                  | 3:43 |
| 11.                | Don't Give Up (met Hyawata Akie)                                    |                                                                               |                  | 4:47 |
| 12.                | What a Difference a Day Makes (met Hans Dulfer)                     |                                                                               |                  | 2:47 |
| 13.                | Disco Inferno (met The Trammps)                                     | Leroy Green, Ron Kersey                                                       |                  | 3:23 |
| 14.                | A Philly Love Song (met Debby Sledge)                               |                                                                               |                  | 3:23 |
| 15.                | Rock your baby (met George McCrae)                                  |                                                                               |                  | 3:03 |
| 16.                | Everybody Needs a Little Rain (met Randy Crawford)                  | Peter de Wijn                                                                 | 1986             | 3:47 |
| 17.                | A Prayer (met The Jordanairs)                                       |                                                                               | 1991             | 3:03 |
| 18.                | Can't Take My Eyes Off of You (met Tatjana Simić)                   | Bob Gaudio, Bobby Crew                                                        |                  | 4:54 |
| 19.                | The Lion Sleeps Tonight (met Cool Down Café)                        |                                                                               | 2003             | 3:39 |
| 20.                | At Your Service (met Jan Rietman)                                   |                                                                               | 2002             | 4:03 |
| Totale duur: 72:51 |                                                                     |                                                                               |                  |      |

## Hitnotering

### NederlandseAlbum Top 100
| Hitnotering: 08-05-2010 t/m 25-09-2010 | Hitnotering: 08-05-2010 t/m 25-09-2010 | Hitnotering: 08-05-2010 t/m 25-09-2010 | Hitnotering: 08-05-2010 t/m 25-09-2010 | Hitnotering: 08-05-2010 t/m 25-09-2010 | Hitnotering: 08-05-2010 t/m 25-09-2010 | Hitnotering: 08-05-2010 t/m 25-09-2010 | Hitnotering: 08-05-2010 t/m 25-09-2010 | Hitnotering: 08-05-2010 t/m 25-09-2010 | Hitnotering: 08-05-2010 t/m 25-09-2010 | Hitnotering: 08-05-2010 t/m 25-09-2010 | Hitnotering: 08-05-2010 t/m 25-09-2010 | Hitnotering: 08-05-2010 t/m 25-09-2010 | Hitnotering: 08-05-2010 t/m 25-09-2010 | Hitnotering: 08-05-2010 t/m 25-09-2010 | Hitnotering: 08-05-2010 t/m 25-09-2010 | Hitnotering: 08-05-2010 t/m 25-09-2010 | Hitnotering: 08-05-2010 t/m 25-09-2010 | Hitnotering: 08-05-2010 t/m 25-09-2010 | Hitnotering: 08-05-2010 t/m 25-09-2010 | Hitnotering: 08-05-2010 t/m 25-09-2010 | Hitnotering: 08-05-2010 t/m 25-09-2010 | Hitnotering: 08-05-2010 t/m 25-09-2010 |
| Week                                   | 1                                      | 2                                      | 3                                      | 4                                      | 5                                      | 6                                      | 7                                      | 8                                      | 9                                      | 10                                     | 11                                     | 12                                     | 13                                     | 14                                     | 15                                     | 16                                     | 17                                     | 18                                     | 19                                     | 20                                     | 21                                     |                                        |
| -------------------------------------- | -------------------------------------- | -------------------------------------- | -------------------------------------- | -------------------------------------- | -------------------------------------- | -------------------------------------- | -------------------------------------- | -------------------------------------- | -------------------------------------- | -------------------------------------- | -------------------------------------- | -------------------------------------- | -------------------------------------- | -------------------------------------- | -------------------------------------- | -------------------------------------- | -------------------------------------- | -------------------------------------- | -------------------------------------- | -------------------------------------- | -------------------------------------- | -------------------------------------- |
| Nummer                                 | 80                                     | 2                                      | 7                                      | 7                                      | 10                                     | 19                                     | 7                                      | 20                                     | 21                                     | 33                                     | 55                                     | 29                                     | 38                                     | 35                                     | 35                                     | 37                                     | 44                                     | 59                                     | 58                                     | 72                                     | 84                                     | uit                                    |